# Saint Jean (Larchant)

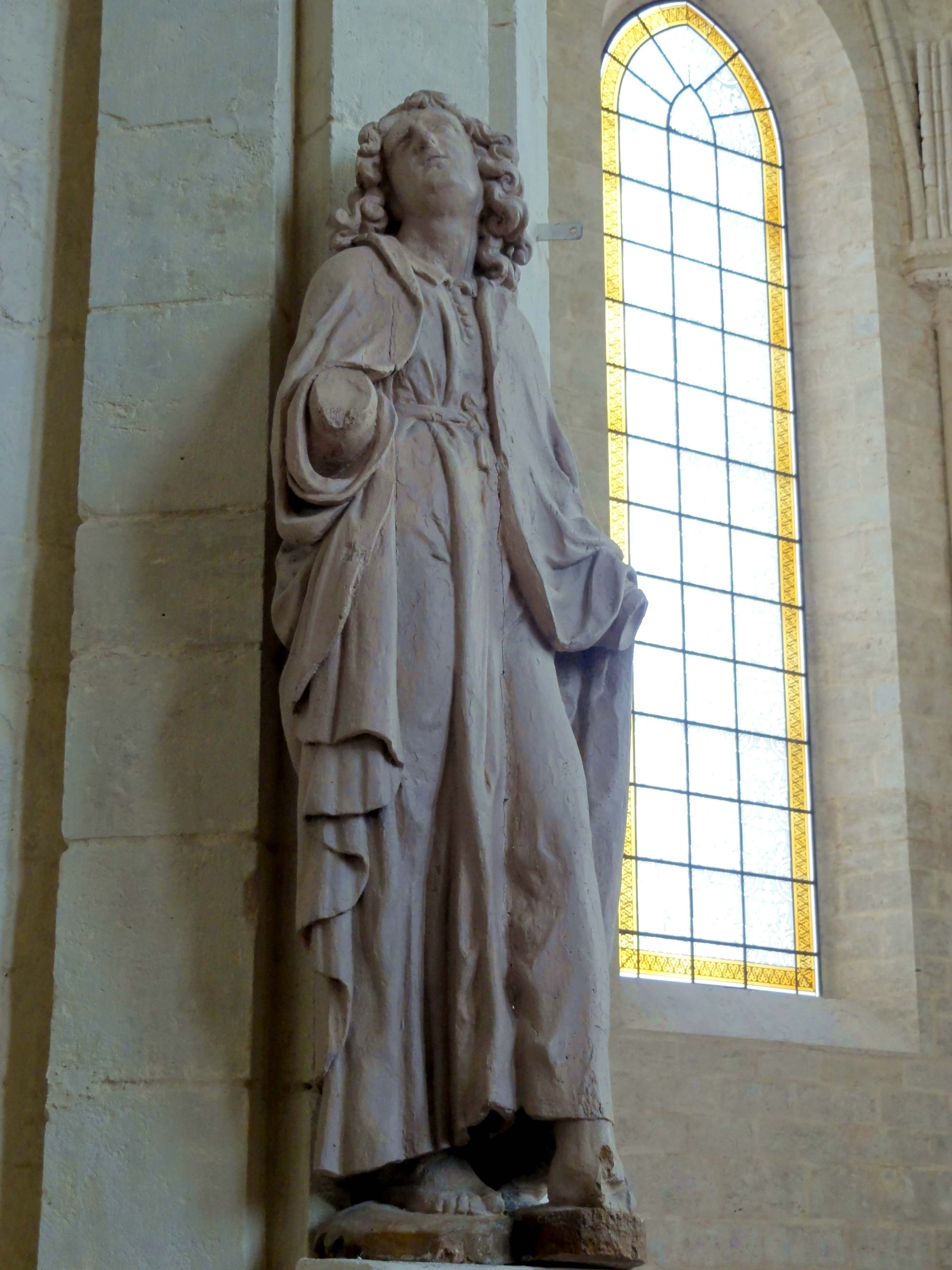
Skulptur des Apostels Johannes in Larchant

Die Skulptur Saint Jean in der Basilika St-Mathurin in Larchant, einer französischen Gemeinde im Département Seine-et-Marne der Region Île-de-France, wurde im ersten Viertel des 17. Jahrhunderts geschaffen. 
Im Jahr 1938 wurde die Skulptur des Apostels Johannes als Monument historique in die Liste der denkmalgeschützten Objekte (Base Palissy) in Frankreich aufgenommen.
Die circa 1,90 Meter hohe Skulptur aus Holz gehörte ursprünglich, wie auch die Skulptur der Maria in der Kirche, zu einem Calvaire.